# لوساک-۱۱
لوساک-۱۱ (به انگلیسی: Packard-Le_Père_LUSAC-11) یک هواگرد ملخ‌پیشین تک‌موتوره از نوع هواپیمای جنگنده ساخت شرکت Engineering Division/پکارد است. هواگرد لوساک-۱۱ نخستین پروازش را در ۱۵ مه ۱۹۱۸ میلادی انجام داد. در مجموع، تعداد ۳۰ فروند از این هواگرد ساخته شده‌است.
طراح این هواگرد، Georges Lepère بود.